# Алджинет
Алджинет, Альхінет (валенс. Alginet, ісп. Alginet) — муніципалітет в Іспанії, у складі автономної спільноти Валенсія, у провінції Валенсія. Населення — 13 363 особи (2010).

## Географія
Муніципалітет розташований на відстані близько 310 км на південний схід від Мадрида, 25 км на південь від Валенсії.

## Демографія
Динаміка населення (INE ):